# Zavaritskit
Zavaritskit ist ein selten vorkommendes Mineral aus der Mineralklasse der „Halogenide“. Es kristallisiert im tetragonalen Kristallsystem mit der chemischen Zusammensetzung BiOF, besteht also zu gleichen Teilen aus Bismut, Sauerstoff und Fluor.
Zavaritskit konnte bisher nur in Form von sehr feinkörnigen Krusten und Pseudomorphosen nach Bismuthinit von grauer, metallisch glänzender Farbe gefunden werden. Im Durchlichtmikroskop erscheint er allerdings farblos. Das Mineral ist nur in dünnen Schichten durchsichtig, im Allgemeinen dagegen eher durchscheinend bis undurchsichtig.

## Etymologie und Geschichte
Erstmals entdeckt wurde Zavaritskit nahe der russischen Siedlung Scherlowaja Gora in der Region Transbaikalien (Ostsibirien) und beschrieben 1962 durch E. I. Dolomanova, V. M. Senderova, M. T. Yanchenko, die das Mineral nach dem russischen Petrologen Alexander Nikolajewitsch Sawarizki (Александр Николаевич Заварицкий, englisch Aleksandr Nikolaevich Zavaritskii, 1884–1952) benannten.
Das Typmaterial des Minerals wird Mineralogischen Museum der Russischen Akademie der Wissenschaften in Moskau aufbewahrt.

## Klassifikation
Bereits in der veralteten 8. Auflage der Mineralsystematik nach Strunz gehörte der Zavaritskit zur Mineralklasse der „Halogenide“ und dort zur Abteilung der „Oxidhalogenide“, wo er zusammen mit Bismoclit, Cotunnit, Daubréeit, Fiedlerit, Laurionit, Matlockit, Paralaurionit und Pseudocotunnit die „Fiedlerit-Laurionit-Matlockit-Gruppe“ mit der Systemnummer III/C.05 bildete.
Im zuletzt 2018 überarbeiteten und aktualisierten „Lapis-Mineralienverzeichnis“ nach Stefan Weiß erhielt das Mineral die System- und Mineral-Nr. III/D.09-030. Es steht damit ebenfalls in der Abteilung „Oxihalogenide“, wo Zavaritskit zusammen mit Argesit, Bismoclit, Daubréeit, Matlockit, Rorisit und Zhangpeishanit eine unbenannte Gruppe mit der Systemnummer III/D.09 bildet.
Die von der International Mineralogical Association (IMA) bis 2009 aktualisierte 9. Auflage der Strunz’schen Mineralsystematik ordnet den Zavaritskit in die Abteilung „Oxihalogenide, Hydroxyhalogenide und verwandte Doppel-Halogenide“ ein. Dort ist das Mineral in der Unterabteilung „Mit Pb (As, Sb, Bi) ohne Cu“ innerhalb der „Matlockitgruppe“ mit der Systemnummer 3.DC.25 neben Bismoclit, Daubréeit, Matlockit, Rorisit und Zhangpeishanit zu finden.
Auch die vorwiegend im englischen Sprachraum gebräuchliche Systematik der Minerale nach Dana ordnet den Zavaritskit in die Klasse der „Halogenide“ und dort in die Abteilung der „Oxihalogenide und Hydroxyhalogenide mit der Formel A(O,OH)Xq“ ein. Dort findet er sich in der unbenannten Gruppe „10.02.01“ mit der Systemnummer 10.02.01.01, in der auch Bismoclit und Daubréeit eingeordnet sind.

## Kristallstruktur
Zavaritskit kristallisiert isotyp mit Matlockit im tetragonalen Kristallsystem in der Raumgruppe P4/nmm (Raumgruppen-Nr. 129) mit den Gitterparametern a = 3,75 Å und c = 6,23 Å sowie zwei Formeleinheiten pro Elementarzelle.

## Bildung und Fundorte
Zavaritskit bildet sich sekundär als Verwitterungsprodukt aus Bismuthinit in bismuthaltigen Erz-Lagerstätten. Neben gediegen Bismut und Bismuthinit kann das Mineral unter anderem noch in Paragenese mit Bismutit und gediegen Gold auftreten.
Als seltene Mineralbildung konnte Zavaritskit nur an wenigen Fundorten nachgewiesen werden, wobei bisher (Stand 2018) rund 20 Fundorte als bekannt gelten. An seiner Typlokalität Scherlowaja Gora in Russland wurde Zavaritskit in Quarz-Topas-Siderophyllit-Greisen entdeckt, die einen Granit-Pluton schnitten. Daneben trat das Mineral in Russland noch in der Wolfram-Zinn-Lagerstätte Nevskoe bei Omsuktschan in der Oblast Magadan, bei Pitkjaranta in der Republik Karelien und am Berg Ploskaya im Keivy-Gebirge auf der Halbinsel Kola zutage.
Weitere bisher bekannte Fundorte sind Fielders Hill bei Torrington (Clive County) und die Zinngrube Elsmore in Inverell Shire (Gough County) im australischen Bundesstaat New South Wales; der Steinbruch Beauvoir bei Échassières im französischen Département Allier; die Gruben Ebisu bei Nakatsugawa und Ashio bei Nikkō auf der japanischen Insel Honshū; der Feldspat-Steinbruch Evans-Lou am Lac Saint-Pierre in der kanadischen Provinz Québec sowie Krásno nad Teplou (Schönfeld), Jáchymov und Smrkovec (Schönficht) im Karlovarský kraj (Karlsbader Region) und Moldava, Knöttel (Knötel) und die Grube Starý Martin bei Krupka im Ústecký kraj (Aussiger Region) in Tschechien.